# Liste des sites Natura 2000 de Tarn-et-Garonne
Cet article recense les sites Natura 2000 de Tarn-et-Garonne, en France.

## Statistiques
Le Tarn-et-Garonne compte 9 sites classés Natura 2000. 7 bénéficient d'un classement comme site d'intérêt communautaire (SIC), 2 comme zone de protection spéciale (ZPS).

## Liste
| Site                                                            | Type | Superficie (ha) | Fiche     | Coordonnées                      | Photo |
| --------------------------------------------------------------- | ---- | --------------- | --------- | -------------------------------- | ----- |
| Boudouyssou                                                     | SIC  | +00236,         | FR7200737 | 44° 23′ 43″ nord, 0° 58′ 53″ est |       |
| Causse de Gaussou et sites proches                              | SIC  | +00157,         | FR7300953 | 44° 11′ 39″ nord, 1° 40′ 07″ est |       |
| Cavités et coteaux associés en Quercy-Gascogne                  | SIC  | +01 098,        | FR7302002 | 44° 04′ 03″ nord, 0° 46′ 02″ est |       |
| Garonne, Ariège, Hers, Salat, Pique et Neste                    | SIC  | +09 602,        | FR7301822 | 43° 05′ 02″ nord, 1° 49′ 53″ est |       |
| Gorges de l'Aveyron, causses proches et vallée de la Vère       | SIC  | +11 660,        | FR7300952 | 44° 05′ 04″ nord, 1° 42′ 42″ est |       |
| Serres de Labastide-de-Penne et de Belfort-du-Quercy            | SIC  | +00617,         | FR7300919 | 44° 16′ 09″ nord, 1° 33′ 53″ est |       |
| Vallées du Tarn, de l'Aveyron, du Viaur, de l'Agout et du Gijou | SIC  | +17 180,        | FR7301631 | 44° 09′ 43″ nord, 2° 11′ 51″ est |       |
| Forêt de Grésigne et environs                                   | ZPS  | +27 701,        | FR7312011 | 44° 03′ 40″ nord, 1° 46′ 30″ est |       |
| Vallée de la Garonne de Muret à Moissac                         | ZPS  | +04 503,        | FR7312014 | 44° 04′ 20″ nord, 1° 03′ 36″ est |       |